# If You Don't Mask, You Don't Get
If You Don't Mask, You Don't Get était une peinture murale créée par Banksy en 2020. L'œuvre, inspirée de la Pandémie de Covid-19 en cours, a été supprimée en raison de la politique anti-graffiti de Transport for London,.

## Contexte
Banksy s'est fait passer pour un nettoyeur afin de peindre la peinture murale à l'intérieur d'une voiture du métro de Londres. On pense que le titre est un jeu de mots pour le dicton « If you don't ask, you don't get » (Si vous ne demandez pas, vous n'obtenez pas). D'autres slogans liés au groupe britannique Chumbawamba ont été utilisés dans la peinture murale.